# Iglesia de Santa Úrsula (Kouvola)
La Iglesia de Santa Úrsula (en finés: Pyhän Ursulan kirkko) es el nombre que recibe una iglesia parroquial afiliada a la Iglesia católica dedicada a Santa Úrsula en Kouvola una localidad del país europeo de Finlandia. La iglesia fue diseñada por el arquitecto Benito Casagrande. El templo fue terminado e inaugurado el 11 de diciembre de 1993.
La iglesia de Santa Úrsula fue fundada por la congregación como una capilla el 9 de marzo de 1985 y se hizo independiente en 1991 , después de lo cual se comenzó a construir su propia iglesia. La construcción del edificio se realiza en parte con la gran ayuda de católicos alemanes.
Desde el 1 de septiembre de 1994, el sacerdote a cargo es Stanislaw Szymajda . La parroquia sigue siendo una lugar de reunión de los miembros de una diáspora de 380 fieles de más de 20 países.